# Apolinar Sáenz de Buruaga y Polanco
Apolinar Sáenz de Buruaga y Polanco (Puerto Príncipe, 9 de junio de 1890-La Coruña, 26 de agosto de 1963) fue un aviador militar español.

## Biografía
Hijo de Apolinar Sáenz de Buruaga Mateos, que llegaría a general de brigada, y de Concepción Polanco Mateos.
Ingresó en la Academia de Infantería de Toledo en 1907. En 1910, fue promovido a segundo teniente, siendo destinado al Regimiento de Infantería «León» n.° 38 en Madrid.
Ascendido a primer teniente en 1912. En 1913 marchó a Guadalajara para realizar prácticas de Aviación allí y en el aeródromo de Cuatro Vientos. Aunque fue llamado para asistir al curso de pilotos de aeroplano, hubo de interrumpir su instrucción por tener que marchar a África, desembarcando en Ceuta. En la zona de Tetuán, Sáenz de Buruaga participó por primera vez en una operación real frente al enemigo, en las alturas de Beni Ider.
El 1914 se incorporó al aeródromo de Tetuán, quedando de servicio de explorador. Fue de nuevo llamado a un curso de pilotos de aeroplano, incorporándose en Alcalá de Henares. Fue declarado piloto de aeroplano de segunda categoría sobre biplano Maurice Farman MF.7.
En 1915 pasó a Cuatro Vientos, donde obtuvo el título de piloto de primera categoría, quedando en la situación B del Servicio de Aeronáutica y volviendo a su regimiento en Tetuán. Se incorporó a un nuevo destino, el Grupo de Fuerzas Regulares Indígenas "Tetuán" n.º 1, donde tomó parte en la operación realizada para la ocupación de Dar Malalien.
En 1917 pasó a la situación de excedente en la I Región Militar y en comisión en el Servicio de Aeronáutica Militar, haciendo su presentación en Cuatro Vientos. Ascendió a capitán y fue designado profesor de aspirantes a pilotos de tropa, incorporándose al aeródromo de Alcalá de Henares.
Destinado por orden del general Francisco Echagüe al aeródromo de Tetuán, salió en vuelo de Cuatro Vientos, como observador, en el primer bimotor de bombardeo Farman F.50 enviado a Marruecos. Tras hacer escalas en Valdepeñas y Sevilla, aterrizó en Tetuán, donde se incorporó a la 1.ª Escuadrilla de África, que disponía de unos pocos biplazas Barrón W, pronto sustituidos por Sousa Mixto y Breguet 14. Realizó sus primeras misiones de guerra en apoyo de las operaciones que culminaron con la ocupación del Fondak de Ain Yedida.
En 1920, fue nombrado jefe de la Escuadrilla. Berenguer continuó sistemáticamente sus operaciones de ocupación y pacificación de las cábilas. Se tomó Ben Karrix y la ciudad santa de Xauen. Recibieron Havilland, que sustituyeron a los Mixtos.

## Condecoraciones
- Gran Cruz de la Orden de Isabel la Católica. (1942)
- Gran Cruz del Mérito Militar. distintivo blanco (1948)
- Gran Cruz del Mérito Aeronáutico. distintivo blanco (1949)
- Gran Cruz de la Real y Militar Orden de San Hermenegildo. (1943)
- Gran Cruz de la Orden de Cisneros. (1956)
- Cruz del Mérito Aeronáutico. distintivo blanco
- Placa de la Real y Militar Orden de San Hermenegildo.
- Encomienda de la Real y Militar Orden de San Hermenegildo.
- Cruz de la Real y Militar Orden de San Hermenegildo.